# رامون رودريغيز (ممثل)
رامون رودريغيز (بالإنجليزية: Ramon Rodriguez)‏ هو ممثل إسباني وأمريكي، ولد في 20 ديسمبر 1979 في الولايات المتحدة. بدأ مشواره المهني سنة 2005.

## أعمال

### أفلام
- (2008) العزة والمجد[4]
- (2009) أخذ بيلهام 123[5][6]
- (2009)  ثأر الهاوي[5][7][8][9][10]
- (2011) معركة لوس أنجلوس[11][12][13]
- (2014) نيد فور سبيد[14][15]
- (2017) ميغان ليفي

### مسلسلات
- القبضة الحديدية
- المدافعون
- ملائكة تشارلي

## وصلات خارجية
- رامون رودريغيز على موقع IMDb (الإنجليزية)
- رامون رودريغيز على موقع ألو سيني (الفرنسية)
- رامون رودريغيز على موقع أول موفي (الإنجليزية)
- رامون رودريغيز على موقع قاعدة بيانات برودواي على الإنترنت (الإنجليزية)
- رامون رودريغيز على موقع قاعدة بيانات الأفلام السويدية (السويدية)
- رامون رودريغيز على موقع قاعدة بيانات الفيلم (الإنجليزية)
- رامون رودريغيز على موقع كينوبويسك (الروسية)